# 안개비연가
안개비연가 (중국어: 情深深雨濛濛, 병음: Qíng shēn shēn yǔ méng méng 칭선선위멍멍[*], 한자음: 정심심우몽몽, 영어: Romance in the Rain 로맨스 인 더 레인[*])는 작가 충야오(瓊瑤·경요)가 극본을 쓰고 중국의 국제전시공사와 대만의 경요황관공사가 공동 제작한 드라마인데 2001년 5월 26일부터 2001년 11월 11일까지 iTV 경인방송에서 방영된 바 있었다.
한편, 2002년 10월 7일부터 케이블채널 SDN TV에서 재편성됐는데 당시 이 채널은 소유주 김형진 회장의 불미스러운 일 이후 하락세를 겪어오고 있었으며 SDN TV는 이 같은 어려움을 타개하기 위해 2002년 10월 7일부터 해당 프로그램 외에도 <노방유희>, 《미스터리극장 위험한 초대》, 《리얼드라마》'파랑새는 있다' 《그래서 이웃사촌》 등 iTV 방영 프로그램들을 사다가 편성했고 이외에도 <코미디 웃음파티> <수다펀치 팡팡> <사랑만들기> 등 최초 GTV 시절의 프로그램을 재방송하기도 했다.
결국 SDN TV는 2003년 3월 김영철 전 대표이사에게 양도된 뒤 5월 상호를 (주)SDNTV에서 (주)지텔레비전으로 변경한 후 그 해 7월 첫 채널명(GTV)으로 환원해 재개국했다.

## 원작
충야오의 소설 《연우몽몽(烟雨濛濛)》을 원작으로 한다.

## 주제가
《정심심우몽몽(情深深雨濛濛, Romance in the Rain)》… 조미(趙薇, Vicki Zhao)

## 주요 등장인물
- 육의평(백장미) - 조미

육진화와 문패 사이에 태어난 딸 19세 소녀, 집안의 사랑을 받지 못해 육진화를 미워한다. 대상해 클럽 가수로 일한다. 처음에는 육씨 일가에게 복수를 하기 위해 서환의 감정을 이용 하려 하였으나 나중에는 진심으로 사랑하게 된다. 일기장에 서환의 감정을 이용하려 했다는 사실을 적어 그것이 화근이 되어 결별까지 가게 되었으나 나중에 일기장에 적은 서환에 대한 진실한 내용으로 인해 다시 화해 하게 된다. 그 후 아버지가 죽고 서환과 이호가 입대를 하자 다시 대상해 클럽에서 일하며 생계를 책임진다. 육진화를 닮아 고집과 자존심이 강하다.
- 하서환 - 고거기

신보의 기자, 의평의 이복오빠인 이호의 친구이며 두비의 룸매이다.자존심이 강하며 의평과 여평을 두며 사랑의 갈등에 빠지지만 결국 의평을 택하고 중일 전쟁이 발발하자 이호와 함께 입대를 한다.
- 육여평 - 임심여

육진화와 설금 사이에 태어난 딸, 의평의 동갑내기 동생이다. 집안의 사랑을 많이 받아서 가져야 할 것을 반드시 쟁취하는 성격이지만 인정과 배려심이 많다. 서환을 짝사랑해 심한 가슴앓이를 한다. 서환 마음속에 의평만이 있다는 사실을 알고 또 어머니 설금과 위광웅으로 인해 집안이 풍비박산나자 자살을 결심하나 중일 전쟁의 발발을 알고 간호부로 전쟁에 참여한다. 원작에서는 자살을 하지만 드라마에선 전쟁중 두비와 재회, 결혼을 하여 해피엔딩을 맞는다.
- 두비 - 소유붕

신보의 사진기자이며 서환의 룸메이트이다. 여평을 좋아하지만 매일 사고를 친다. 여평이 가출을 하자 종군 기자로 전쟁에 참여, 결국 여평과 만나 해피 엔딩을 맞는다.
- 육이호 - 가오신

육씨 집안의 유일한 장남으로 자매들의 오빠이다. 서환과 두비와 함께 삼검객으로 불리며 같은 신문사의 기자이다. 방유와 운명적인 연인이지만 과거 연인 가운이 자신으로 인해 미쳤다는 얘기를 듣자 괴로움에 몸부림 치지만 가운의 병을 낫게 하기 위해 노력한다.
- 방유 - 이욱(작고)

의평자매의 친구이자 이호의 운명의 여인이다. 의평을 많이 걱정해 준다. 이호의 운명적 여인이지만 이호의 과거 연인 가운이 나타나자 괴로워 하고 이호와 헤어질 결심을 하지만 병이 나은 가운의 양보로 둘은 해피 엔딩을 맞는다.
- 이가운 - 서로

이부관의 딸, 이호의 아이를 잃은 충격으로 미쳐 버렸다. 하지만 이호와 친구들, 의평과 여평 등의 노력, 그리고 전쟁 중에 고아가 되어버린 아이를 돌보게 되면서 과거를 되찾고 이호를 방유에게 양보한다.
- 왕설금 - 왕림

육진화의 9번째 부인, 못된 악녀이다. 자신의 죄가 탈로 나자 여기저기서 버림을 받는다.
- 육진화 - 커우전하이

동북에서 일명'흑표자'라 불리던 군인 사령관 출신,의평 남매의 아버지이다.고집과 자존심이 강해 의평에게 많은 상처를 준다. 자식들에게는 따뜻한 마음을 가진 아버지
- 부문패 - 서행

육진화의 8번째 부인이자 의평의 엄마다. 육진화가 많이 아끼던 심평을 잃어 의평에게 많이 집착한다
- 육몽평 - 악가동

여평의 바로 밑에 동생이다. 엄마인 설금을 닮아 못되고 버릇없는 악녀다.
- 진오 - 황달량(작고)

대상해 클럽 사장
- 이정덕(이 부관) - 조추근(작고)

육진화의 옛 부하이고 충성심이 강하다. 가운의 아버지
- 위광웅 - 왕위평

설금의 내연남 마약,무기 불법 밀매업자다
- 육이걸 -육씨 집안의 늦둥이

집안의 혈육이 애매모호하지만 설금과 위광웅의 사이의 증거를 가지고 있는 아이
- 평평 - 왕염(특별출연)

육진화의 옛 첫사랑

## 참고 사항
- MBC 인어 아가씨가 해당 작품을 표절했다는 의혹이 네티즌들 사이에 제기됐는데[11] 인어 아가씨 집필자 임성한(본명 임영란) 작가의 첫 연속극 집필작이었던 보고 또 보고 전작인 MBC 방울이 집필자[12] 박진숙 작가는 <안개비연가>와 같은 시간에 경쟁한 작품 중의 하나였던 SBS 아버지와 아들 집필자[13]였다.